# Wanaty (Mazovie)
Pour les articles homonymes, voir Wanaty.
Wanaty (prononciation : [vaˈnatɨ]) est un village polonais de la gmina de Łaskarzew dans le powiat de Garwolin de la voïvodie de Mazovie dans le centre-est de la Pologne.
Il se situe à environ 7 kilomètres à l'ouest de Łaskarzew (siège de la gmina), 15 kilomètres au sud-ouest de Garwolin (siège du powiat) et à 58 kilomètres au sud-est de Varsovie (capitale de la Pologne).

## Histoire
Au cours de la Seconde Guerre mondiale, le 28 février 1944, des unités de Schutzpolizei et de Sonderdienst, dirigé par le Kreishauptmann (capitaine) Karl Freudenthal ont «pacifié» le village et sauvagement assassiné 108 habitants.
De 1975 à 1998, le village appartenait administrativement à la voïvodie de Siedlce.